# Нада Шикич
Нада Шикич (хорв. Nada Šikić; нар. 27 березня 1955, Славонський Брод) — міністр праці та пенсійної системи Хорватії у правоцентристському уряді Тихомира Орешковича з 22 січня до 19 жовтня 2016 року.
Початкову і середню школу закінчила у Славонському Броді. Вищу освіту здобула на медичному факультеті Загребського університету, спеціалізувалася на неврології. Кандидат наук із соціальної медицини і біомедицини.
Голова Комітету у справах пенсіонерів, пенсійної системи й соціальної політики Хорватської демократичної співдружності. Авторка понад сорока наукових і професійних праць.
Крім хорватської, говорить також англійською мовою.